# Feketeszemsávos asztrild
A feketeszemsávos asztrild vagy feketekantáros asztrild (Estrilda nigriloris) a madarak osztályának a verébalakúak (Passeriformes) rendjébe, ezen belül a díszpintyfélék (Estrildidae) családjába tartozó faj.

## Rendszerezése
A fajt James Chapin amerikai ornitológus írta le 1928-ban.

## Előfordulása
Közép-Afrikában, a Kongói Demokratikus Köztársaság területén honos. Természetes élőhelyei a szubtrópusi vagy trópusi gyepek. Mocsarak, tavak, folyók és patakok környékén. Állandó, nem vonuló faj.

## Természetvédelmi helyzete
Az elterjedési területe kicsi, egyedszáma pedig felméretlen. A Természetvédelmi Világszövetség Vörös listáján adathiányos fajként szerepel.